# Marie Louise Rudolfsson
Marie Louise Rudolfsson (1926–1980) var en svensk journalist och författare. Hon har bland annat har skrivit böckerna om det gotländska russfölet Vitnos.

## Biografi
Marie Louise Rudolfsson, född 1926, började rida som 13-åring. Hennes stora hästintresse fick henne att bli medlem i den frivilliga försvarsorganisationen Blå Stjärnan. I 20 år red hon försvarets hästar varje morgon. 1977 flyttade hon till Gotland, där hon fram till sin död, på heltid ägnade sig åt sina hästar och författandet. Marie Louise är mamma till regissören mm Lars Rudolfsson.

## Yrkesliv
Rudolfsson började på Svenska Dagbladet men 1949 blev hon andreredaktör på Vårt hem. Denna tidning blev senare en del av Året runt. Rudolfsson hann även vara andreredaktör på Damernas Värld, Vecko-Revyn och Trädgårdstidningen. 1959 blev hon chefredaktör på Tv-tidningen och medlem i redaktionsledningen för Vecko-Journalen. När hon började som chefredaktör på tidningen Hästen 1975 kunde hon ägna sig åt sitt stora intresse häst och hästskötsel.
När hennes favorithäst Lyster dog 1969 skrev Marie-Louise sin första bok, Maria och Blå prinsen. Boken möttes av stort intresse från förlaget och läsarna vilket gjorde att hon fortsatte skriva hästböcker. På åtta år skrev hon 35 böcker om hästar. De flesta handlade om Maria, Pysen och Vitnos. Böckerna uppskattades av läsare och kritiker genom blandningen av spännande handling och noggrann fackkunskap.